# Максим Гримач
«Максим Гримач» — оповідання української письменниці Марко Вовчок, вперше видане у 1857 році у збірці «Народні оповідання».
Оповідання є оригінальним художнім твором, викладеним у формі живої розповіді, що свідчить про глибоке й всебічне знання авторкою життя, звичаїв, традицій українського народу.

## Історія написання
Входить до збірки «Народні оповідання», яка написана в 1851–1857, опублікована окремою збіркою в грудні 1857 в Санкт-Петербурзі. Редактор і видавець Пантелеймон Куліш.

## Жанр
На думку літературознавців, «Максим Гримач» — оповідання-балада. В основі лежить баладний мотив розлуки дівчини з коханим, який загинув. Зображення трагізму внутрішнього світу героя, ліризм і драматичний сюжет, наявність в оповіданні діалогів, казкових елементів дають підстави назвати оповідання Марка Вовчка «Максим Гримач» баладним.

## Тема
Зображення життя українського народу в часи, «як панувала на Вкраїні у двійці Польща і Московщина. Московщина обладувала Україною сьогобочною» на прикладі родини Максима Гримача. (Російсько-польська війна 1654-1667 закінчилася Андрусівським перемир'ям 1667, за яким Лівобережна Україна і Київ з прилеглими містечками і селами залишилися в складі Московської держави, а Правобережна Україна, крім Києва, відійшла під владу Польсько-Литовської держави. Згадується у творі Збруч — річка на межі Тернопільської та Хмельницької областей України, яка розділяла в ті часи Східну і Західну Україну.)

## Герої твору
Максим Гримач — батько, став багатим господарем  завдяки контрабандним перевезенням товарів.
Катря — старша дочка, уже на виданні, але відмовляла всім женихам, бо таємно полюбила сміливого молодого кріпака Семена.
Тетяна — менша дочка.
Семен — коханий Катрі, кріпак.
Козак — приніс звістку про розбиті човни під час бурі.

## Сюжет
Заможний господар Максим Гримач (удівець) виховує своїх доньок: старшу Катрю й молодшу Тетяну — Катря зустрічається з кріпаком Семеном таємно від батька, адже той дасть згоду на одруження лише з вільним чоловіком — під час бурі Семен загинув — Катря з горя втопилася в річці — старий Гримач у розпачі п'ять років не виходить з двору, звеселило його тільки одруження молодшої доньки із сотником.

## Художня своєрідність оповідання
Притаманними народній творчості є прикметникові означення, що використовуються у творі: «синій Дніпро», «зелений барвінок», «ніч темна-темна». Природа співзвучна з настроями й переживаннями героїв. Коли закохані були разом, «як любились із Семеном, місяць зійде — він і пливе до неї». Коли ж Катря, тяжко переживаючи загибель коханого, іде до Дніпра, «на самому березі верба — аж геть попустила віти на воду». Картини природи підсилюють драматизм ситуації, трагічність долі нещасної дівчини, емоційно впливають на читача. Це оповідання певним чином наближається до народної поезії, у якій образи природи зазвичай виступають у формі виразних, лаконічних, влучних порівнянь.